# Vinnetou a míšenka Apanači
Vinnetou a míšenka Apanači je koprodukční, dobrodružný německo-jugoslávský film z roku 1966 na motivy románu Karla Maye Old Surehand. Film byl stejně jako předchozí díly proslulé série natočen na Balkánském poloostrově, v tehdejší Jugoslávii.
Původně měla ve filmu vystupovat vedle titulní role Vinnetoua ztvárněného francouzským hercem Pierrem Bricem postava Old Firehanda, jelikož ale filmaři nenašli vhodného herce, rozhodli se pro osvědčenou a divácky oblíbenou roli Old Shatterhanda v podání amerického herce Lexe Barkera. Ve filmu také vystupuje Ralf Wolter v roli Sama Hawkense, který vystupoval i v předchozích dílech.

## Obsah filmu
Příběh vypráví o mladé Apanači, míšence bílého otce a apačské matky, se kterou se otec spolu s jeho přítelem Vinnetouem rozhodnou odvést v den jejích narozenin na místo, kde leží zlato pro ni. Dva přátelé jejího otce se to ale doví a chtějí zlato pro sebe. Tím začíná boj o zlato, do kterého se zaplete i zdejší bandita Curly Bill, kterého ale sesadí jeho pobočník. Apanači, které zastřelí otce, chrání Vinnetou, Old Shatterhand a Sam Hawkens. Když ale hlídá on, unesou banditi s přesilou Apanači a jejího malého bratra Happyho. Díky Old Shatterhandově známé a Apanačinu příteli Jeff, který je tu jako špeh, utečou. Boje zatím pokračují a Happy je znovu chycen a Vinnetou se pro něj vypraví a je nucen dovést bandity k zlatu a pak s chlapcem uteče. Vše vrcholí ve městě, kde se střetnou bandité s lidmi, stavícími železnici a u nichž pracuje i Old Shatterhand, který dělníky přesvědčí. Bandité jsou nakonec chyceni nebo zabiti díky plánu s trhavinou a pomoci indiánů, kterým dá Apanači své zlato. Pobočníka Curlyho Billa zabije rozjetý vlak bez strojvedoucího, a Old Shatterhandovi se ho podaří zastavit pozdě. Apanači se potom s Jeffem vezme a Vinnetou, Old Shatterhand a Sam Hawkens odjíždí vstříc dalším dobrodružstvím.

## Obsazení
- Pierre Brice jako náčelník všech Apačů Vinnetou (v českém znění Stanislav Fišer)
- Lex Barker jako zálesák zvaný Old Shatterhand (v českém znění Vladimír Ráž)
- Götz George jako Jeff Brown (v českém znění Gustav Bubník)
- Ralf Wolter jako zálesák Sam Hawkens (v českém znění Jan Pohan)

další herci nejsou uvedeni